# Földes Györgyi
Földes Györgyi (Budapest, 1970. október 21. –) magyar irodalomtörténész, kritikus, az MTA Irodalomtudományi Intézet Modern Magyar Irodalmi Osztálya tudományos főmunkatársa. 2016-tól a Helikon irodalomtudományi folyóirat főszerkesztője. Budapesten él.

## Életpályája
Földes Györgyi 1989-ben érettségizett az ELTE Apáczai Csere János Gyakorló Gimnáziumban. 1989 ősztől az Eötvös Loránd Tudományegyetem Bölcsészettudományi Kar magyar-francia szakán folytatta tanulmányait – közben fél évig ösztöndíjasként Brüsszelben –, 1995-ben diplomázott. 1995–1998 között PhD-hallgató volt, 2002 őszén doktori fokozatot szerzett. Disszertációjának címe: A Vasárnapi Kör és a 10-es évek magyar avantgárdjának impresszionizmusellenessége.
1996–2000 között francia nyelvtanár volt a Budapesti Közgazdaságtudományi Egyetem és az angers-i egyetem által közösen működtetett gazdasági főiskolán. 1997-ben és 2003–2004-ben egyik szerkesztője volt az Eckhardt/Konrád Magyar-francia nagyszótárnak (Akadémiai Kiadó, 1998-1999), majd az Eckhardt/Konrád Magyar-francia kisszótárnak (Akadémiai Kiadó, 2004).
2000 és 2004 között tanársegéd, majd adjunktus volt az egri Eszterházy Károly Főiskola francia tanszékén. Tanított óraadó tanárként a veszprémi Pannon Egyetem Magyar Irodalomtudományi Tanszékén (2009–2011, majd 2016–2017) és szemináriumvezetőként az ELTE Eötvös József Collegiumában (2012).
Munkahelye 2005-től az MTA BTK Irodalomtudományi Intézetének Modern Magyar Irodalmi Osztálya; kezdetben fiatal kutatói ösztöndíjas lett, később tudományos munkatárs, majd főmunkatárs. A Helikon Irodalom- és Kultúratudományi Szemlének 2008-tól szerkesztőbizottsági tagja, 2016-tól főszerkesztője.
Főbb kutatási területe: a francia irodalom recepciója a 20. század eleji Magyarországon; magyar kritikatörténet (20. század első fele); a magyar avantgárd; irodalomelmélet, gender studies, testreprezentációk. 
Részt vesz a Magyar Irodalmi Osztályon létrehozott ún. Corpus alienum csoport kutatómunkájában. Az MTA köztestületének, a Magyar Műfordítók Egyesületének és a Szépírók Társaságának a tagja.

## Munkái

### Könyvek, szerzőként
- „Hadüzenet minden impresszionizmusnak...”. A Vasárnapi Kör és az 1910-es évek magyar avantgárdjának impresszionizmusellenessége Budapest, Széphalom Könyvműhely, 2006
- Textus, szimbólum, allegória. Szimbólumelvű poétika a klasszikus modernségben Budapest, Magyar Irodalomtörténeti Társaság, 2012
- Test – szöveg – test. Testreprezentációk és a Másik szépirodalmi alkotásokban Budapest, Kalligram Kiadó, 2018 [Tematikus válogatás tanulmányokból, előadásokból]
- Akit "nem látni az erdőben". Avantgárd nőírók nemzetközi és magyar vetületben. Budapest, Balassi Kiadó, 2021[1]
- Avantgárd anziksz. Transznacionális elvek és gyakorlatok az avantgárd és neoavantgárd művészetben. Budapest, Gondolat, 2021

### Kötetek, szerkesztőként
- A Helikon 2009/3. Szimbólum- és allegóriaelméletek című tematikus száma
- A Helikon 2011/1-2. Testírás című tematikus száma
- Kappanyos Andrással közösen szerkesztette a Helikon 2017/1. A százéves dada című tematikus számát[2]
- Szávai Dorottyával közösen szerkesztette a Kánon és komparatisztika. A kánonok többszólamúsága kelet-közép-európai kontextusban című kötetet (Budapest, Gondolat, 2019)

A Helikonon kívül is számos irodalmi és irodalomtudományi folyóiratban jelentek/jelennek meg tanulmányai, kritikái. Publikációs jegyzéke a Magyar Tudományos Művek Tárában.

## Munkáiról közölt kritikák, ismertetők
- A Helikon Testírás című tematikus számáról[4]
- Gintli Tibor kritikája az Élet és Irodalomban a Textus, szimbólum, allegória című könyvről[5]
- A Test – szöveg – test című kötet bemutatója[6]
- Schäffer Anett kritikája a Test – szöveg – test című kötetről[7]
- A Kánon és komparatisztika… című szerkesztett kötet lektori véleményéből[8]
- Kész Orsolya recenziója az Akit "nem látni az erdőben". Avantgárd nőírók nemzetközi és magyar vetületben című kötetről[9]

## Fordításai
Földes Györgyi franciából szépirodalmat és szakirodalmat egyaránt fordít. Magyarra fordította többek között a mágikus realizmus irodalmi irányzathoz sorolható Goncourt-díjas írónő, Marie NDiaye regényét, A boszorkányt, amelyről és a szerzőről tanulmányt közölt 2018-ban. Megjelent fordítások:
- Marie NDiaye A boszorkány  Budapest, JAK, Műfordító Füzetek, 2004 [regény, francia címe La Sorcière, 1996]
- Emmanuel Carrère A bajusz Budapest, Széphalom, 2006 [regény, francia címe La Moustache, 1986]
- Paul Ricœur: Az élő metafora Budapest, Osiris, 2006 [elméleti írás, francia címe La Métaphore vive, 1975]